# Bornes de la forêt d'Écouves
Les bornes de la forêt d'Écouves, au nombre de 80, sont des bornes du XVIIIe siècle, en granite, indiquant les carrefours et directions dans la forêt d'Écouves, en France.

## Localisation
Les bornes sont situées dans la forêt d'Écouves, dans le département français de l'Orne et sont réparties sur les communes du Bouillon, La Chapelle-près-Sées, La Ferrière-Béchet, Fontenai-les-Louvets, La Lande-de-Goult, Radon, Rouperroux, Saint-Didier-sous-Écouves, Saint-Gervais-du-Perron, Saint-Nicolas-des-Bois, Tanville et Vingt-Hanaps.

## Description
En granite, chaque borne comporte les noms des carrefours voisins et donne leurs directions.

## Historique
Les bornes auraient été réalisées vers la fin du XVIIIe siècle, à une époque contemporaine de la réformation de la forêt en 1772.
Les 80 bornes sont inscrites au titre des monuments historiques le 15 avril 1987.